# Evakuierung in Koblenz am 4. Dezember 2011

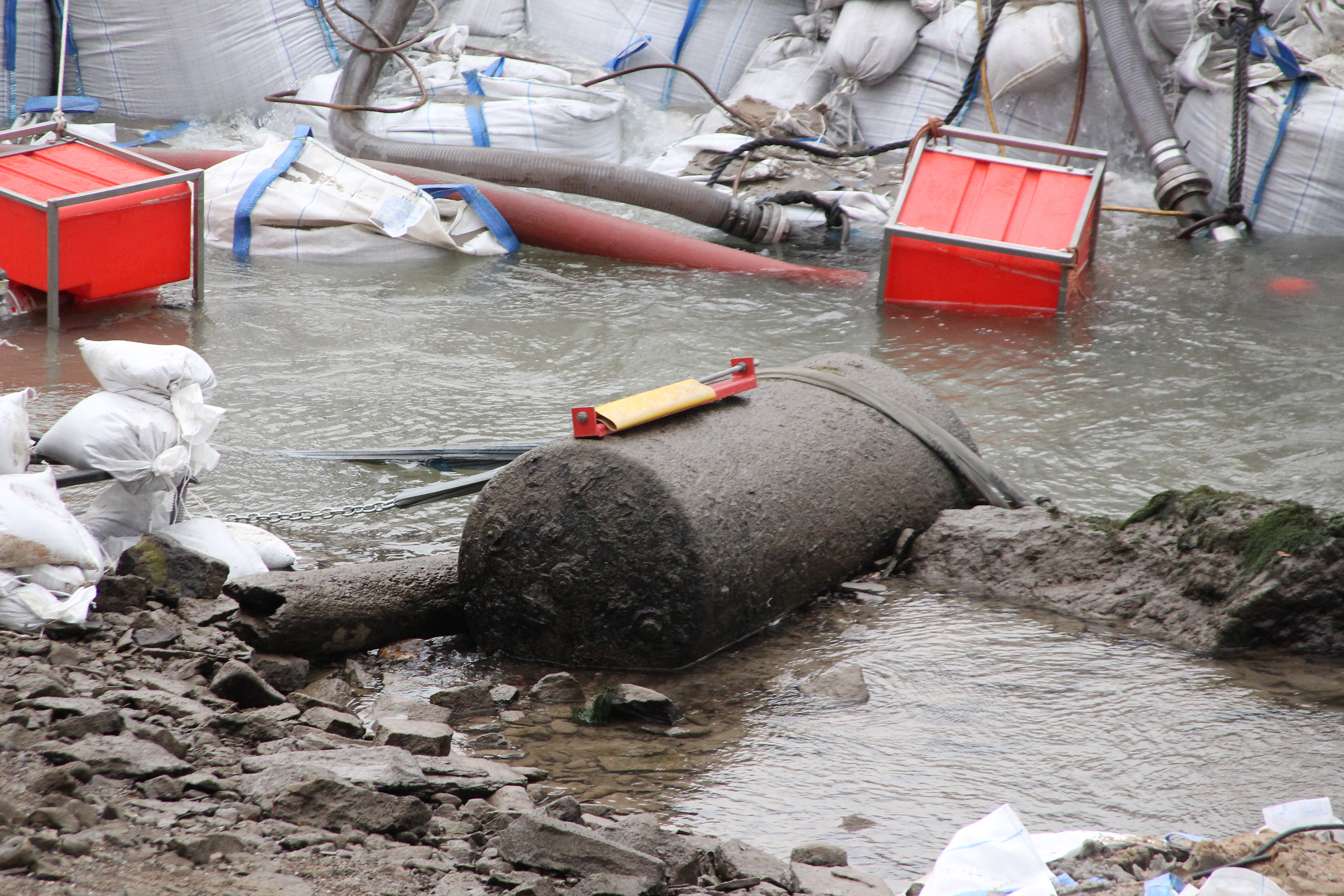
Hauptgrund für die großräumige Evakuierung in Koblenz: eine britische 1,8 Tonnen schwere Luftmine vom Typ HC 4.000 LB mit 1,5 Tonnen Torpex-Sprengstoff

Die Evakuierung in Koblenz am 4. Dezember 2011 erfolgte wegen der Entschärfung und Sprengung von Kampfmitteln aus dem Zweiten Weltkrieg. Davon betroffen waren etwa 45.000 Einwohner dieser rheinland-pfälzischen Stadt. Es handelte sich um die bis dahin größte Evakuierungsaktion in Deutschland seit dem Zweiten Weltkrieg.
Hauptgrund für die  Evakuierung war eine 1,8 Tonnen schwere britische Luftmine, die am 20. November 2011 im Rhein bei Pfaffendorf gefunden worden war. Zusätzlich wurden noch eine kleinere amerikanische Fliegerbombe und ein Tarnnebelfass entdeckt. Alle drei Funde konnten am Nachmittag des Evakuierungstages vom Kampfmittelräumdienst erfolgreich unschädlich gemacht werden.
Eine ähnlich aufwendige Evakuierung hatte am 24. Mai 1999 stattgefunden. Wegen der Entschärfung einer britischen Luftmine auf dem Gelände der Universität Koblenz-Landau in Metternich mussten damals 15.000 Menschen ihre Häuser verlassen.

## Luftangriffe im Zweiten Weltkrieg

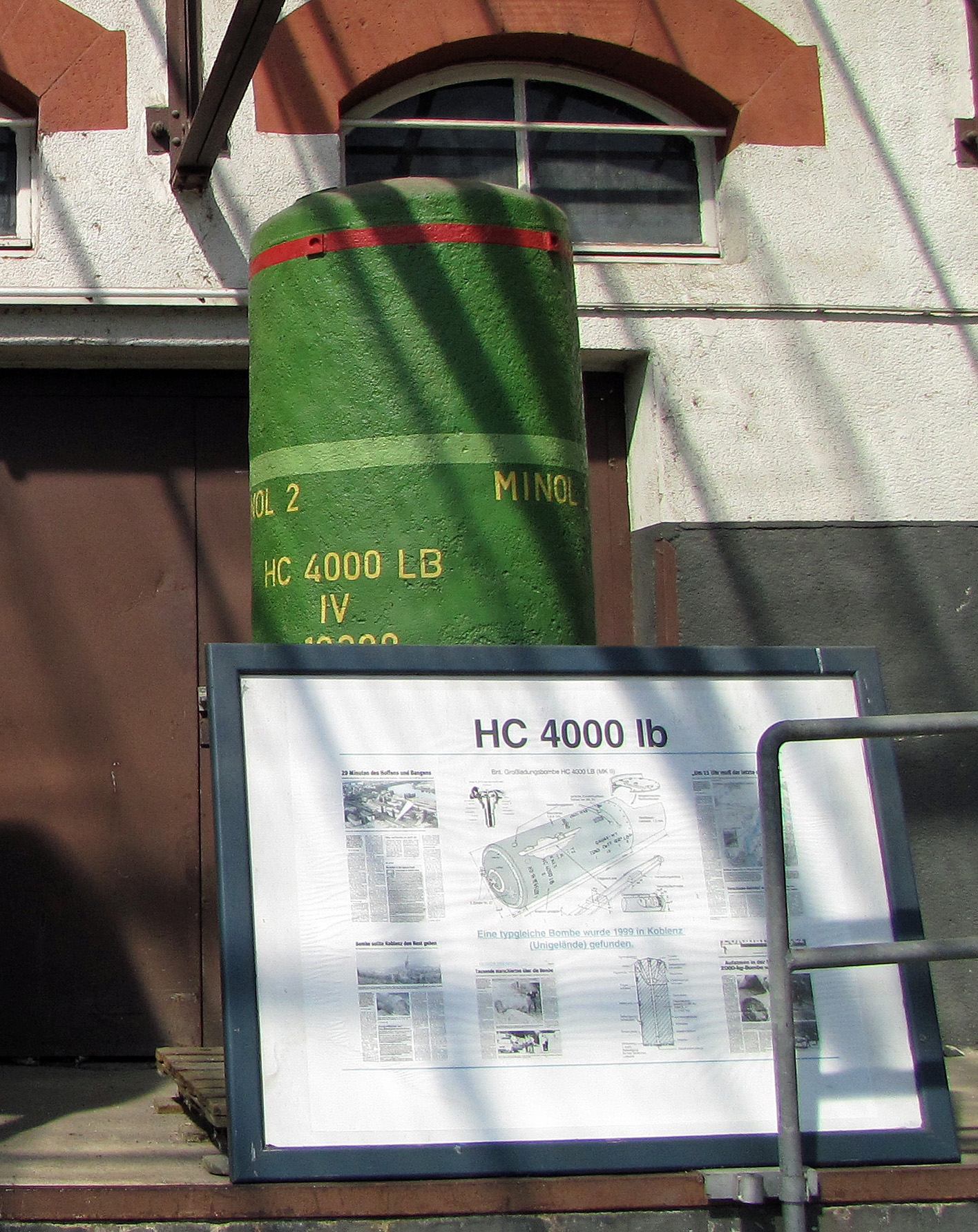
Britische 1,8 Tonnen schwere Luftmine, ausgestellt in der Wehrtechnischen Studiensammlung Koblenz; der gleiche Typ wurde am 20. November 2011 in Koblenz im Rhein gefunden

Die Luftangriffe auf Koblenz, die die United States Army Air Forces (USAAF) und die Royal Air Force (RAF) während des Zweiten Weltkriegs 1944 und 1945 flogen, zerstörten die Stadt Koblenz zu 87 %. Einer der verheerendsten Angriffe richtete sich am 6. November 1944 gegen die Koblenzer Innenstadt und machte sie praktisch unbewohnbar. Das historische Stadtbild der Hauptstadt der Rheinprovinz ging in der Folge für immer verloren. Zwei Millionen Kubikmeter Schutt und Trümmer prägten die Innenstadt. Vom Rhein hatte man ungehinderten Durchblick bis nach Moselweiß. Von ehemals 23.700 Wohnungen blieben nur 1.500 unbeschädigt.
Der Luftkrieg auf Koblenz forderte insgesamt 1016 Tote und 2925 Verwundete. Von den 94.417 Einwohnern (1943) lebten bei Kriegsende noch rund 9.000 im gesamten Stadtgebiet. Diese Personen, die sich aus kriegswichtigen Gründen in der Stadt aufhalten mussten, lebten wochenlang in den großen Betonbunkern der Innenstadt. Der Rest der Koblenzer Bevölkerung wurde schon bis Ende 1944 nach Thüringen evakuiert. Die Luftangriffe auf Koblenz endeten Anfang 1945, als sich amerikanische Truppen von der Eifel her der Stadt näherten.
Auch Jahrzehnte nach Ende des Zweiten Weltkriegs wurden und werden im Stadtgebiet von Koblenz immer noch Blindgänger gefunden. Diese Überreste der schweren Bombardierungen können immer noch explodieren, stellen also eine erhebliche Gefahr für die Bevölkerung dar. Die Munition befindet sich meist verdeckt im Erdreich und wird – unabhängig von der gezielten Suche anhand verdächtiger Luftbilder – zufällig bei Baumaßnahmen entdeckt. Weitere Blindgänger finden sich im Flussbett von Rhein und Mosel. Für die folgende Entschärfung und Sicherung der Fliegerbomben ist der Kampfmittelräumdienst zuständig. Dabei kommt es zu ausgedehnten Evakuierungen der Bevölkerung. Nicht selten müssen dazu mehrere Stadtteile vollständig geräumt werden.

## Funde

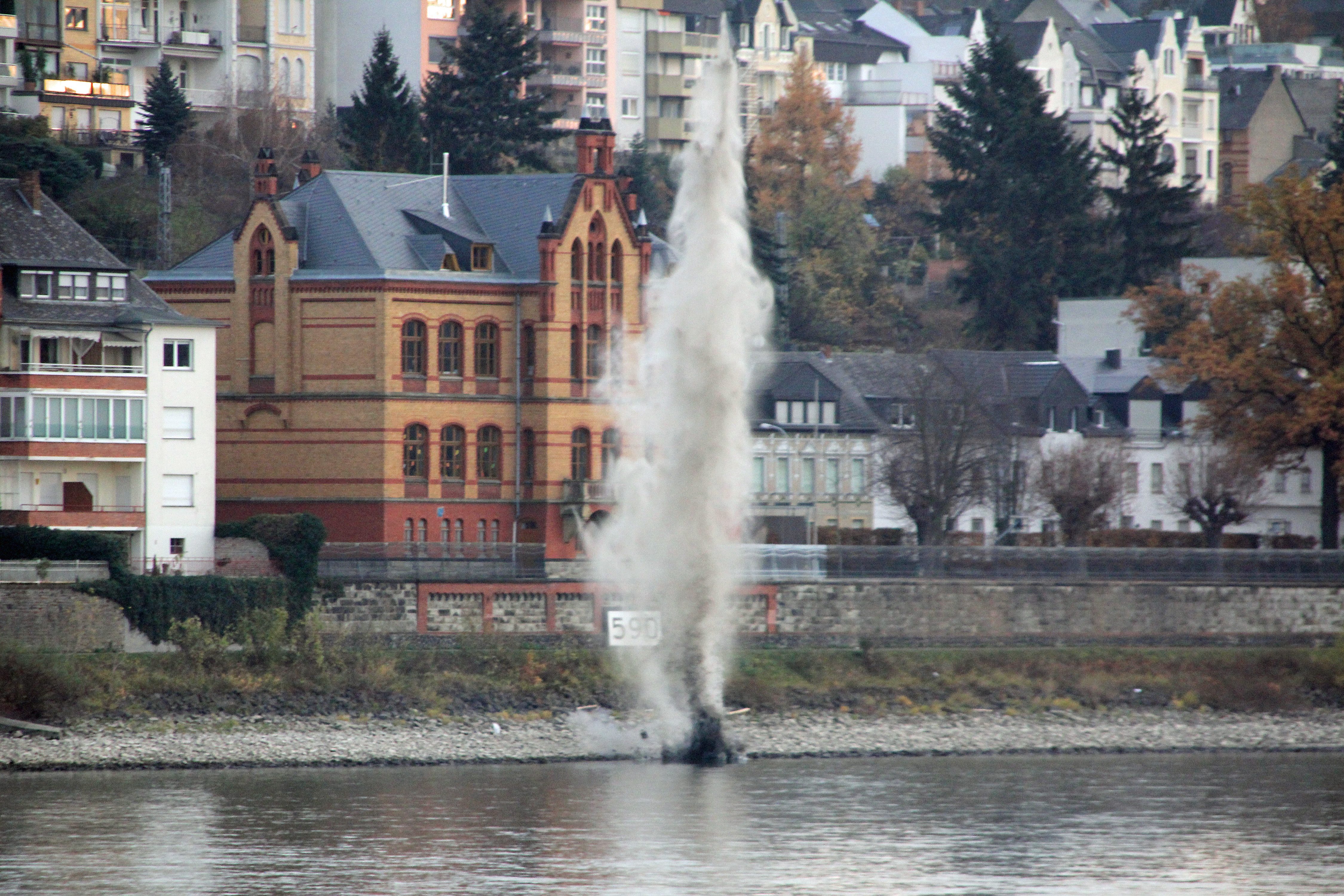
Sprengung eines Tarnnebelfasses im Rhein bei Pfaffendorf am 20. November 2011

Aufgrund des niedrigen Rheinpegels im November 2011 traten noch nicht geräumte Kampfmittel aus dem Zweiten Weltkrieg im Fluss zutage. Ein erstes Tarnnebelfass, das zur Verneblung der Koblenzer Brücken zum Schutz vor Luftangriffen diente, wurde am 19. November 2011 im Rhein bei Pfaffendorf gefunden. Es wurde einen Tag später vom Kampfmittelräumdienst gesprengt.
Unweit des Tarnnebelfasses fand am 20. November 2011 ein Spaziergänger im Uferbereich eine Luftmine, die sich 40 cm unter der Wasseroberfläche befand. Dabei handelte es sich um eine britische Luftmine vom Typ HC 4.000 LB mit 1,5 Tonnen Torpex-Sprengstoff. Ihre Aufgabe lag hauptsächlich darin, durch die Druckwelle der Explosion die Dächer aller Häuser im Umkreis von bis zu 1.000 Metern abzudecken sowie Türen und Fenster zu zerstören. In einer zweiten Welle folgte der Abwurf von Stabbrandbomben, um die Häuser in Brand zu setzen und einen Feuersturm zu erzeugen. Die nun in Koblenz gefundene mit drei Aufschlagzündern ausgestattete Luftmine war noch in einem guten Zustand und voll funktionsfähig. Es ist wahrscheinlich, dass die Luftmine vom verheerenden Luftangriff auf Koblenz vom 6. November 1944 stammt.
Bei einem Hubschrauber-Kontrollflug durch das Mittelrheintal am 24. November 2011 wurden weitere Kampfmittel entdeckt. Unweit der bisherigen Funde traten am Pfaffendorfer Ufer ein weiteres Tarnnebelfass und eine amerikanische 125 kg schwere Fliegerbombe zutage. Diese weiteren Funde hatten keinen Einfluss auf die Größe der Evakuierungszone, allerdings bedeutete dies mehr Arbeit für den Kampfmittelräumdienst.
Am 28. November 2011 wurde am Moselufer (Peter-Altmeier-Ufer) unter der Europabrücke ein weiteres Tarnnebelfass gefunden. Dieses konnte erst am 28. August 2012 geborgen werden.

## Evakuierungsmaßnahmen

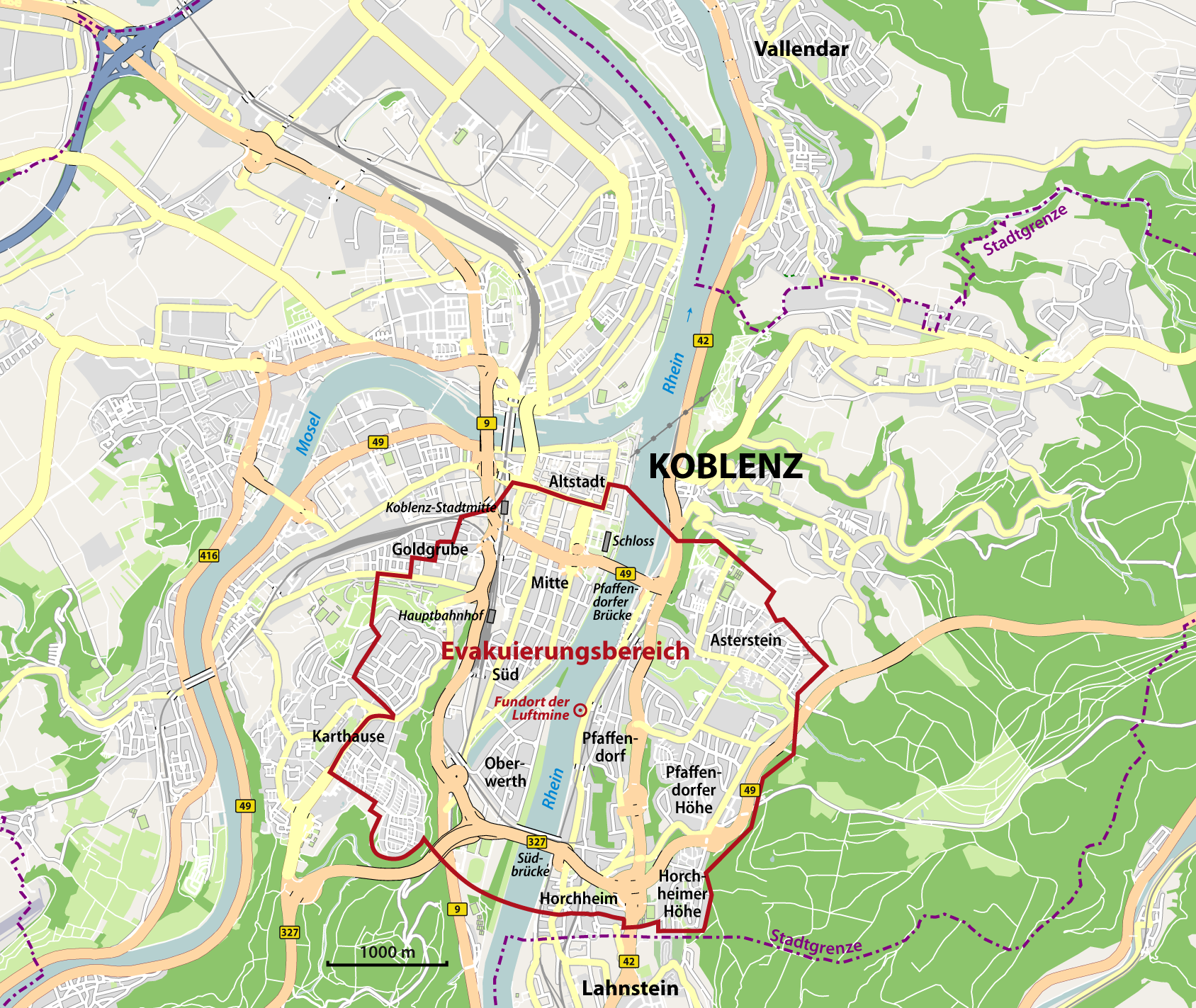
Karte von Koblenz mit der Evakuierungszone

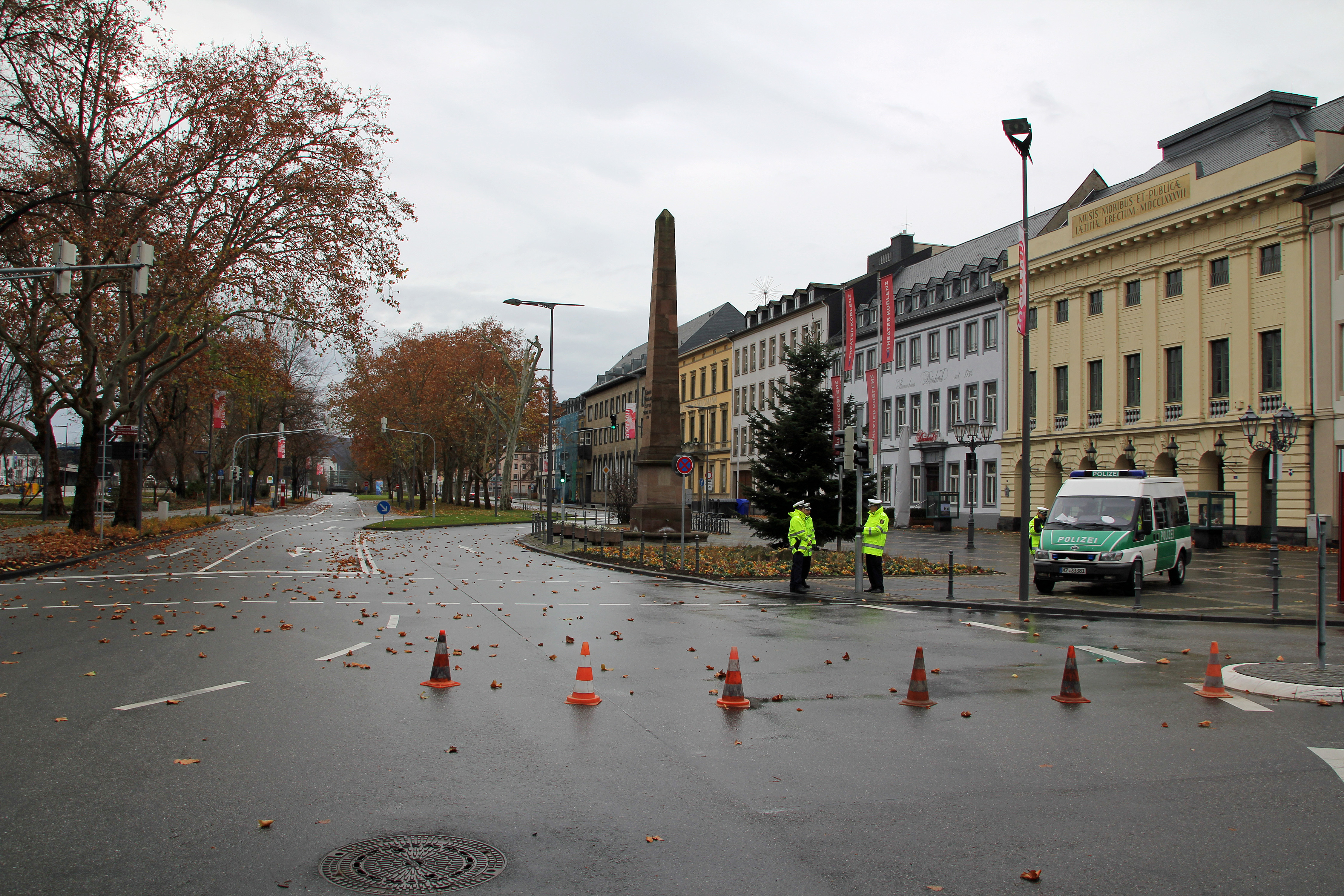
Straßensperren in der Koblenzer Neustadt

### Bevölkerung
Zur Entschärfung der gefundenen Kampfmittel wurde am 4. Dezember 2011 im Radius von 1.800 Metern um den Fundort der Luftmine eine großräumige Evakuierung der Bevölkerung angeordnet. Dazu mussten 42 % der Koblenzer Bürger ihre Häuser verlassen. Bei dieser in der Geschichte von Koblenz größten Evakuierungsmaßnahme waren rund 45.000 Menschen betroffen. Zusätzlich mussten die beiden Krankenhäuser Evangelisches Stift St. Martin und Brüderhaus St. Josef, sieben Altenheime, die Justizvollzugsanstalt auf der Karthause, der Hauptbahnhof, der Haltepunkt Koblenz Stadtmitte, mehrere Hotels sowie das Kurfürstliche Schloss geräumt werden. Der gewählte Evakuierungsradius wurde damit begründet, dass die Druckwelle bei einer möglichen Explosion der Luftmine noch in einer Entfernung von 1.400 Metern Fenster zersplittern lässt und der Splitterwurf bis zu 1.800 Meter weit reichen kann.
Mit der Evakuierung der Justizvollzugsanstalt wurde bereits am 2. Dezember 2011 begonnen. Die 200 Häftlinge wurden auf Gefängnisse im ganzen Land verteilt, was eine hohe logistische Herausforderung bedeutete. Am selben Tag wurde auch mit der Evakuierung der beiden Krankenhäuser und der Altenheime begonnen. Die etwa 180 Patienten und 350 Bewohner wurden auf Einrichtungen im Umland verteilt. Nicht dringende Operationen mussten verschoben werden. Aus Privathaushalten mussten etwa 130 pflegebedürftige Menschen abgeholt werden. Insgesamt waren dazu 45 Rettungswagen und 117 Krankentransportwagen im Einsatz.
Die Bewohner mussten am 4. Dezember 2011 die Evakuierungszone bis 9 Uhr morgens verlassen haben. Im Rahmen der Zivil-Militärischen Zusammenarbeit stellte die Bundeswehr sieben Lautsprecherfahrzeuge inklusive Personal zur Verfügung, um damit die Bevölkerung zu wecken und zum Verlassen der Evakuierungszone aufzufordern. Für den Fall einer Explosion hielten sich zusätzliche Rettungskräfte der Feuerwehr in der Deines-Bruchmüller-Kaserne in Lahnstein bereit. Es standen in sieben Schulen in Koblenz, Vallendar und Lahnstein Notunterkünfte zur Verfügung, die von Evakuierungsbussen aus den betroffenen Stadtteilen angefahren wurden. Die gesamte Evakuierungszone wurde danach von Mitarbeitern des Ordnungsamts und der Feuerwehr kontrolliert, ob auch alle Bewohner ihre Häuser verlassen haben. Ein Polizeihubschrauber mit Wärmebildkamera unterstützte die Maßnahme. Die Bewohner haben ohne Probleme ihre Wohnungen verlassen, es mussten nur vier Türen vom Schlüsseldienst geöffnet werden, um die Bewohner zum Verlassen zu zwingen. Daher konnte auch schon relativ früh gegen 13:37 Uhr, geplant war für 15 Uhr, mit der Entschärfung begonnen werden.
Die meisten Bewohner kehrten nach Freigabe der Evakuierungszone noch am Abend in ihre Häuser zurück. Dies galt auch für die Patienten der beiden Krankenhäuser und die Bewohner der Altenheime. Nur die Patienten der Intensivstationen wurden erst am folgenden Tag zurückverlegt.
Etwa 2.500 Einsatzkräfte aus ganz Rheinland-Pfalz unter der Führung der Feuerwehr Koblenz und des Ordnungsamtes standen bei der Bewältigung der Evakuierung zur Verfügung, darunter 700 Feuerwehrleute, 400 Polizisten, über 400 Helfer des Sanitätsdienstes, 100 Mitarbeiter des Ordnungsamtes und 400 Helfer des Technischen Hilfswerkes.

### Sperrung von Verkehrswegen
Die wichtigen überregionalen Verkehrswege wurden am Evakuierungstag schon vor den Toren der Stadt für den einfahrenden Verkehr vollständig gesperrt. Dies waren die in Nord-Süd-Richtung wichtigen Verbindungsstraßen B 9 und B 42 sowie die in den Hunsrück führende B 327. Geschlossen waren die beiden Rheinbrücken Pfaffendorfer Brücke und Südbrücke sowie der Schifffahrtsweg Rhein. Die beiden wichtigen Bahnstrecken rechts und links des Rheins waren ebenfalls betroffen. Sie wurden bis 12:41 Uhr offen gehalten, ohne dass aber noch Züge in Koblenz hielten, um die dadurch bundesweit verursachten Behinderungen so gering wie möglich zu halten.
Auf den gesperrten Verkehrswegen kehrte nach Ende der Evakuierung schnell wieder Normalität ein.

## Entschärfung/Sprengung

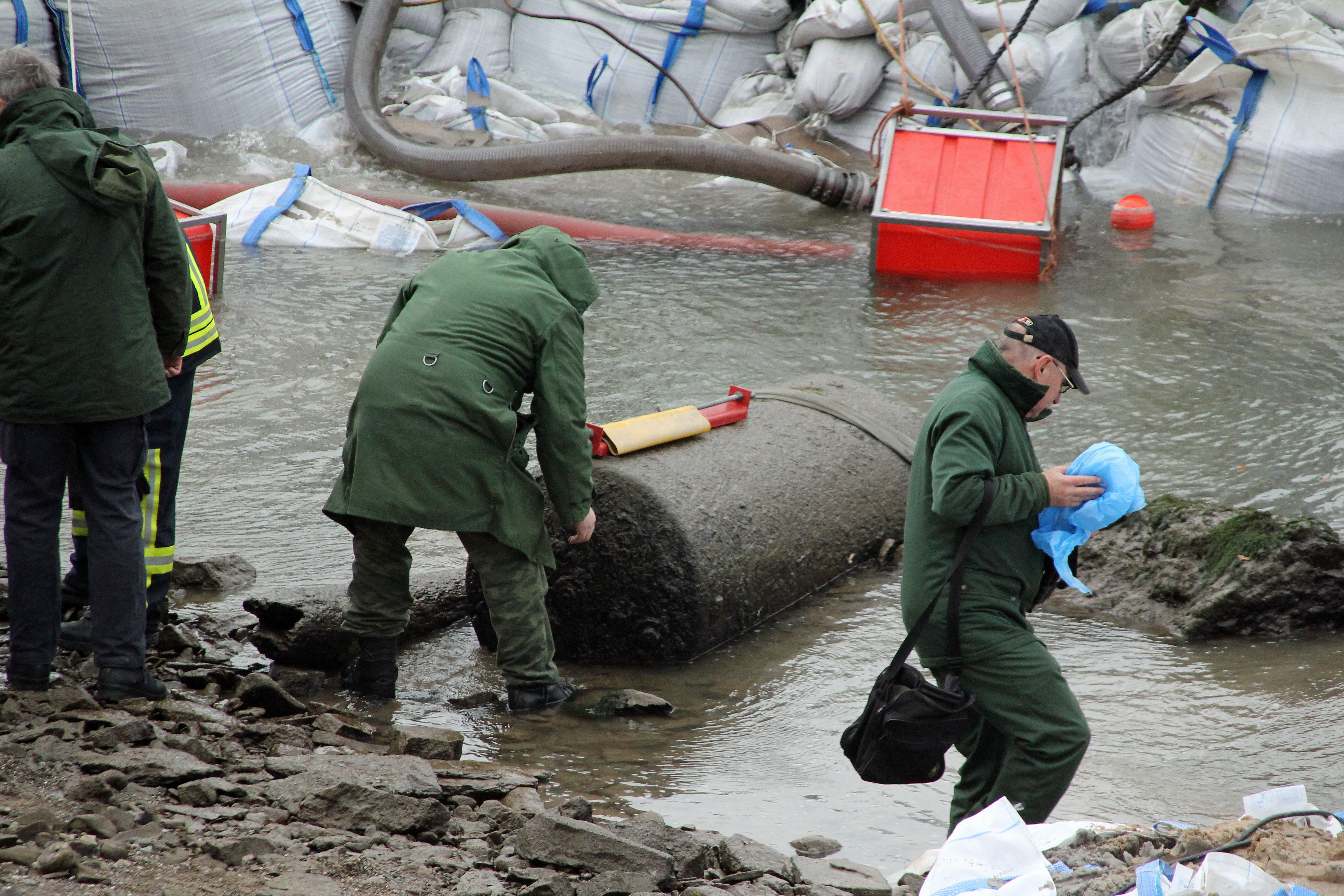
Horst Lenz, technischer Leiter des rheinland-pfälzischen Kampfmittelräumdienstes, prüft die Aufschlagzünder der Luftmine am Tag vor der Entschärfung.

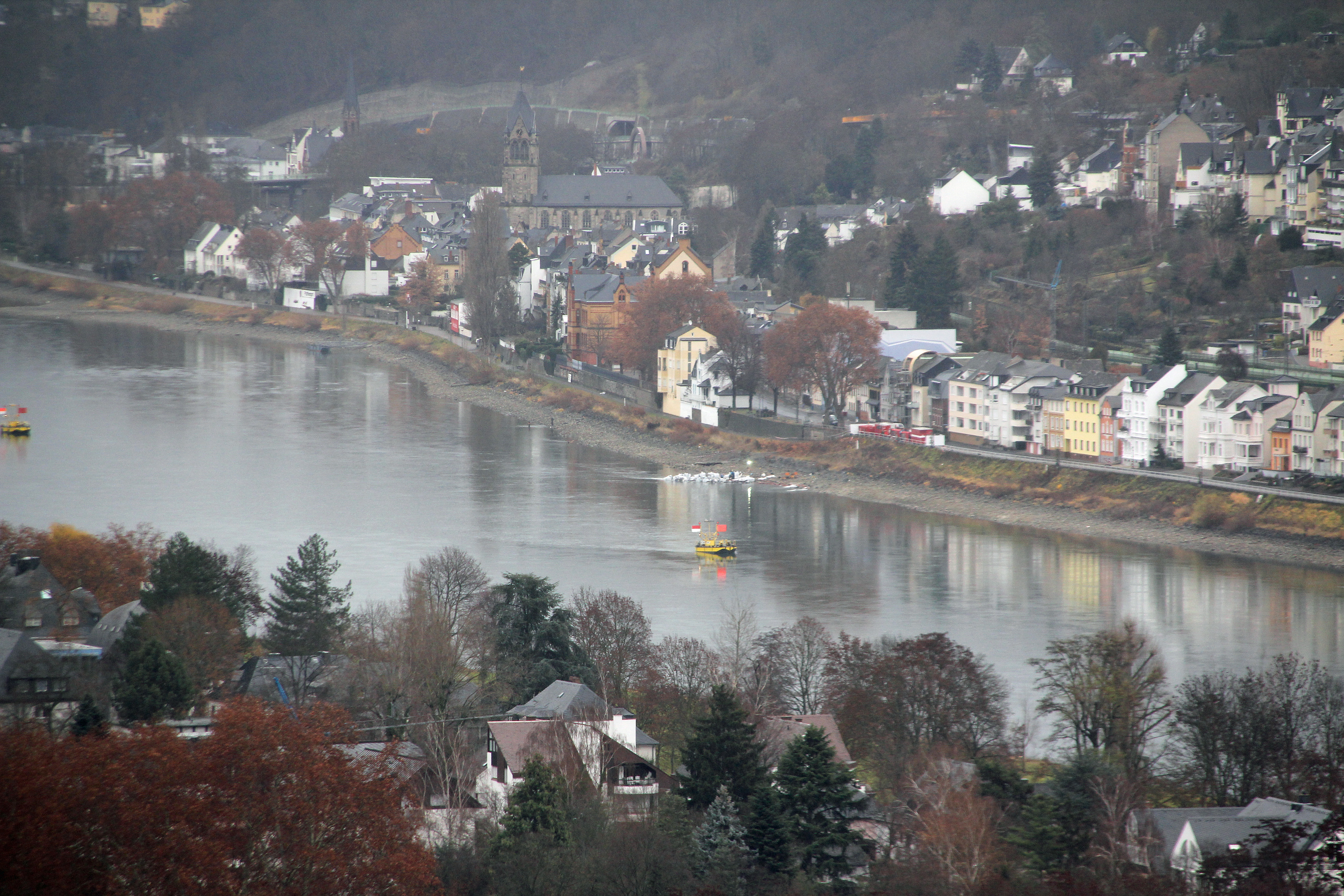
Der Kampfmittelräumdienst arbeitet am Evakuierungstag an der Entschärfung der britischen Luftmine und der amerikanischen Fliegerbombe (gesehen vom Aussichtspunkt Rittersturz).

Um die Luftmine im Rhein überhaupt entschärfen zu können, wurde vom Wasser- und Schifffahrtsamt Bingen um die Bombe mit etwa 350 großen Sandsäcken ein so genannter Fangedamm errichtet. Aus dem Becken wurde das Wasser abgepumpt, so erhielt man einen trockenen Zugang zu den Zündern. Die Entschärfung der kleineren amerikanischen Fliegerbombe war jedoch gefährlicher als die der großen Luftmine, da ihr Zustand wegen starker Deformation schlecht war.
Horst Lenz, technischer Leiter des rheinland-pfälzischen Kampfmittelräumdienstes, führte die Entschärfungen mit einem zehnköpfigen Expertenteam durch. Es wurde zuerst mit der Entschärfung der amerikanischen Fliegerbombe begonnen, gleichzeitig arbeitete ein zweites Team an der britischen Luftmine. Die Sprengung des Tarnnebelfasses folgte zuletzt. Die amerikanische Fliegerbombe wurde mit einem Seil aus dem Rhein gezogen. An Land wurde der Zünder gesäubert und dann entfernt. Bei der Entschärfung der Luftmine haben sich die Fachleute des Kampfmittelräumdienstes hinter einem Haus in Sicherheit gebracht, als es darum ging, mithilfe eines Seilzugs die Zünder herauszulösen. Im Falle einer Explosion hätte so die Überlebenschance der Männer bei 75 Prozent gelegen. Beide Blindgänger konnten erfolgreich und ohne Probleme entschärft werden, nun folgte noch die Sprengung des giftigen Tarnnebelfasses. Nachdem die Feuerwehr Luftmessungen durchgeführt hatte, die ohne Befund waren, konnte die Evakuierung aufgehoben werden.
Die beiden Blindgänger wurden nach der Entschärfung auf ein Schiff gehievt und im Rheinhafen Koblenz auf einen Lkw verladen. Dann wurden sie ins zentrale Zwischenlager für Fundmunition verbracht.

## Notfallplan
Für den Fall einer Explosion der Luftmine gab es von Seiten der Stadt Koblenz einen Notfallplan. Im Umkreis von 30 Metern wären alle Gebäude vollständig zerstört gewesen. Weiter entfernte Häuser wären durch abgedeckte Dächer oder geborstene Fenster mit geringeren Schäden davongekommen. Die für die Evakuierten bereitgestellten Schulen hätten in diesem Fall den obdachlos gewordenen Bewohnern als Notunterkünfte zur Verfügung gestanden. Die Stadt hatte ihre Schneepflüge zur Beseitigung der Trümmer in Wartestellung. Experten zur statischen Überprüfung der Brücken und zur Wiederherstellung von Strom- und Wasserversorgung standen ebenfalls bereit.

## Kosten
Oberbürgermeister Joachim Hofmann-Göttig bezifferte auf einer Pressekonferenz am 5. Dezember 2011 die Kosten der Evakuierung für die Stadt Koblenz auf knapp 200.000 Euro. Die tatsächlichen Gesamtkosten liegen aber wesentlich höher. Alleine das Stiftungsklinikum Mittelrhein bezifferte seine Kosten auf rund eine Million Euro, 200.000 Euro für die Evakuierung und 800.000 Euro an Umsatzeinbußen. Die Rettungsdienste, die mit 350 Fahrzeugen aus ganz Rheinland-Pfalz zur Evakuierung der sieben Altenheime und zwei Krankenhäuser beteiligt waren, gehen für ihre Dienste von einer halben Million Euro aus.
Das Wasser- und Schifffahrtsamt Bingen rechnet für den Bau des Damms und das Trockenlegen der Luftmine mit Kosten von 275.000 Euro. Diese werden vom Bund übernommen, da der Rhein eine Bundeswasserstraße ist.
Der Stadtrat von Koblenz stellt in einem Nachtragshaushalt für die Evakuierung 1,2 Millionen Euro bereit. Was davon aber letztendlich ausgegeben wird, ist noch offen. Der Stadtrat will erst Schadenersatzforderungen, beispielsweise die des Stiftungsklinikums Mittelrhein, prüfen. Bezahlt wurden bisher erst 80.000 Euro für die Arbeit von Schlüsseldiensten, Busunternehmen und für die Verpflegung der Einsatzkräfte. Die Kosten des Kampfmittelräumdienstes wird das Land Rheinland-Pfalz übernehmen.
Nach Auskunft der Stadt Koblenz ein Jahr nach der Evakuierung können die Gesamtkosten nach einem Gerichtsurteil in einem ähnlichen Fall dem Bund in Rechnung gestellt werden.

## Chronologie
- 19. November 2011: Fund eines Tarnnebelfasses am Rheinufer bei Pfaffendorf
- 20. November 2011: Evakuierung von 1.500 Bewohnern in Pfaffendorf und der gegenüberliegenden Rheinseite, Sprengung des Tarnnebelfasses um 16:05 Uhr
- 20. November 2011: Fund einer britischen 1,8 Tonnen schweren Luftmine am Rheinufer bei Pfaffendorf
- 24. November 2011: Fund einer amerikanischen 125 kg schweren Fliegerbombe und eines weiteren Tarnnebelfasses am Rheinufer bei Pfaffendorf
- 28. November 2011: Fund eines dritten Tarnnebelfasses am Moselufer unter der Europabrücke
- 4. Dezember 2011: Evakuierung von etwa 45.000 Bewohnern in Koblenz, Sperrung der halben Stadt
  - 06:30 Uhr: Öffnung der Notunterkünfte und Beginn der Evakuierung mit den Evakuierungsbussen
  - 07:00 Uhr: Beginn der Lautsprecherdurchsagen in der Evakuierungszone
  - 08:00 Uhr: Sperrung des Koblenzer Hauptbahnhofs und des Haltepunkts Stadtmitte
  - 09:00 Uhr: Sperrung der Evakuierungszone
  - 09:00 Uhr: Ordnungsamt und Feuerwehr beginnen mit der Kontrolle der Evakuierungszone
  - 12:41 Uhr: Sperrung aller Bahnstrecken
  - 13:21 Uhr: Die Behörden geben nach Abschluss der Kontrollen dem Kampfmittelräumdienst das Zeichen zum Beginn der Entschärfungen
  - 13:37 Uhr: Der Kampfmittelräumdienst beginnt mit der Entschärfung
  - 15:48 Uhr: Britische Luftmine und amerikanische Fliegerbombe sind entschärft
  - 16:26 Uhr: Sprengung des zweiten Tarnnebelfasses
  - 16:32 Uhr: Aufhebung der Evakuierung
- 28. August 2012: Bergung des dritten Tarnnebelfasses am Moselufer unter der Europabrücke

## Filmische Rezeption
- Die Rhein-Bombe, ZDF Terra Xpress, Dokumentation 2012